# بيتر بوت
بيتر بوت (بالإنجليزية: Peter Butt)‏ هو مخرج أسترالي، ولد في 1 ديسمبر 1955 في سيدني في أستراليا.

## وصلات خارجية
- بيتر بوت على موقع IMDb (الإنجليزية)